# 香川県道263号鹿庭奥山線
香川県道263号鹿庭奥山線（かがわけんどう263ごう かにわおくやません）は、香川県木田郡三木町を通る一般県道である。

## 概要
本路線全区間は、並行して走る香川県道148号多和三木線の同区間と同じく、大型車通行禁止および異常気象時（主に雨季の大雨・冬季の降雪および路面凍結時）の通行制限区間となっている。また起点および終点より各約1.5 kmの区間は片側1車線として整備されているが、それを超えると車線が減少し無車線区間となる。この無車線区間は路線狭小のため大型車の通行は困難である。

### 路線データ
- 起点：木田郡三木町大字鹿庭（香川県道148号多和三木線交点）
- 終点：木田郡三木町大字奥山（国道193号交点）
- 総延長：9.933 km

## 路線状況

### 道路施設

#### 橋梁
7橋梁43 m

## 地理

### 通過する自治体
- 木田郡三木町

### 交差する道路
| 交差する道路                            | 交差する場所 | 交差する場所 |
| --------------------------------------- | ------------ | ------------ |
| 香川県道148号多和三木線                 | 大字鹿庭     | 起点         |
| 国道193号 国道377号 重複 国道492号 重複 | 大字奥山     | 終点         |

### 沿線
- 熊野神社の二本杉